# Mitkuschelzentrale
Die Mitkuschelzentrale war eine nichtkommerzielle Plattform im Internet und in Regionalgruppen. Sie bestand von 2015 bis 2021 und sollte u. a. Menschen mit Behinderungen und im Alter die Möglichkeit geben, ein Gegenüber zu finden, mit dem Körperkontakt ausgetauscht werden kann. Ähnlich wie bei Kuschelpartys wurde das sexuelle, partnerschaftliche Element im Gegensatz zu Partnerschaftsbörsen und Datingseiten jedoch ausdrücklich ausgeschlossen.

## Hintergrund
Die Mitkuschelzentrale bediente sich verschiedener Social-Media-Gruppen und wurde ohne wirtschaftliche Absicht von einem Team um den Gründer betrieben. Die ehrenamtlichen Administratoren wurden hierbei Kuschelboten genannt.
Die Mitkuschelzentrale wurde 2015 in Leipzig gegründet und erreichte mediale Aufmerksamkeit. Das Motto laut Eigenangabe lautete „Einfach nur Kuscheln“. Es wurde jedoch auch auf die wissenschaftlichen Erkenntnisse zur Wirksamkeit von Körperkontakt im Sinne des Kuschelns durch Oxytocine hingewiesen.
Im Juli 2021 wurde das Projekt nach fünf Jahren aufgrund der COVID-19-Einschränkungen beendet. Einige Regionalgruppen bestehen fort.
Im Oktober 2025 erscheint das gleichnamige Buch des Initiators.